# محمد حسن الرضوي
محمد حسن الرضوي عالم دين شيعي ولد عام 1325هـ مدينة لكنو في الهند ودرس في مدرسة سلطان المدارس ثم هاجر إلى النجف مع اخيه الذي يصغره بسنتين ثم رجع إلى الهند فدرس فيها ثم هاجر مع أولاده إلى العراق فاستوطن مدينة كربلاء واشتغل بالدرس وتتلمذ عليه جملة من الفضلاء من امثال محمد على الطبسي وأحمد شذرة وعبد الرضا الصافي وابن الحسن الرضوي وحيدر مهدي الرضوي وسليمان الرضوي.
وكان يقيم إمامة الجماعة في الروضة العباسية المقدسة مدة قصيرة.

## أولاده
1. محمد مهدي الرضوي: ولد في لكنو عام 1346 هـ. درس المقدمات عند والده واساتذة سلطان المدارس ثم ارسله والده إلى النجف ليكمل دراسته إلى أنه اعتلّ وتوفی عام 1368 هـ.
2. ابن الحسن الرضوي: ولد في لكنو عام 1350 هـ. درس المقدمات عند والده واساتذة سلطان المدارس وهاجر مع والده إلى العراق عام 1370 هـ. واستوطن كربلاء واكمل دراسته لدى والده ثم هاجر إلى النجف وحضر أبحاث العظمی محمود الشاهرودي وأبوالقاسم الخوئي والميرزا باقر الزنجاني ثم بطلب من الشیعة الإثني عشرية الخوجه هاجر إلى كراتشي واقام الجمعة والجماعة في جامع كارادر بكراتشي، وتوفي في شعبان 1429هـ، ابنه مرتضى الرضوي درس عدة سنوات في مدينة قم، والان يصلي الجمعة في أحد مساجد كراتشي في باكستان.
3. السيد حيدر مهدي الرضوي: ولد في لكنو عام 1354 هـ. ثم هاجر مع والده عام 1370. واستوطن كربلاء ودرس المقدمات والسطوح عند والده وغيره من اساتذة حوزة كربلاء ثم هاجر إلى النجف واكمل السطوح وحضر أبحاث الشاهرودي و الخوئي والشیخ عميد الزنجاني توفي 25 جمادي الأولى 1413 ه. ودفن في وادي السلام في قم في المقبرة المرعشية، واعقب من الذكور الذين سلكوا طريق العلم محمد الرضوي وعلى الرضوي من تلامذة الشیخ الوحيد الخراساني وحسین الرضوی.
4. سليمان الرضوي: ولد في لكنو عام 1358 هـ. وهاجر مع والده عام 1370 هـ. ودرس المقدمات وقسمًا من السطوح عند والده ثم هاجر إلى النجف واكمل السطوح وحضر عند الشیخ شمس الدين الواعظي والمكاسب عند علي السيستاني وحضر أبحاث الشاهرودي والخوئي 20 ربيع الثاني 1407 هـ.